# Oleksandr Gontxenkov
Oleksandr Anatòliovitx Gontxenkov  (en ucraïnès: Олександр Анатолійович Гонченков; en rus: Александр Анатольевич Гонченков), (Lviv, 4 de març de 1970) és un exciclista ucraïnès, de nacionalitat russa. En la seva època d'amateur quan encara era soviètic va obtenir certs èxits competint en pista, entre ells un Campionat del món de persecució per equips.
Com a professional va militar sempre en equips italians i del seu palmarès destaca un Giro de l'Emília, una etapa al Giro d'Itàlia i un segon lloc a la Milà-Sanremo de 1996.

## Palmarès en pista
- 1988
  -  Campió del món júnior en Persecució per equips (amb Evgueni Anachkin, Dmitri Neliubin i Valeri Baturo)
- 1990
  -  Campió del món de persecució per equips (amb Ievgueni Berzin, Dmitri Neliubin i Valeri Baturo)

## Palmarès en ruta
- 1992
  - 1r a la Coppa Caivano
- 1996
  - Vencedor d'una etapa al Giro d'Itàlia
  - Vencedor d'una etapa al Tour de Romandia
- 1997
  - 1r al Giro de l'Emília
  - 1r al Gran Premi Ciutat de Camaiore
  - Vencedor d'una etapa al Tour del Mediterrani
  - Vencedor d'una etapa al Giro de Sardenya
- 1998
  - Vencedor d'una etapa als Quatre dies de Dunkerque
- 1999
  - Vencedor d'una etapa al Giro del Trentino

### Resultats al Tour de França
- 1994. Abandona (No surt 2a etapa)
- 1995. 96è de la classificació general
- 1996. Abandona (No surt 6a etapa)
- 1997. Abandona (Fora de control 16a etapa)

### Resultats al Giro d'Itàlia
- 1993. Abandona
- 1996. 30è de la classificació general. Vencedor d'una etapa
- 1997. Abandona
- 1998. Abandona